# Albert Francis Blakeslee
Albert Francis Blakeslee, född den 9 november 1874 i Geneseo, New York, död den 16 november 1954, var en amerikansk botanist och ärftlighetsforskare. Hans forskningsinsatser ledde till fördjupade kunskaper om kromosomerna som ärftlighetsbärare.
Han är mest känd för sin forskning på den giftiga växten spikklubba (jimsonogräs) samt kring svamparnas fortplantning.

## Biografi
Blakeslee fick sin grundutbildning vid Wesleyan University där han tog examen 1896. Han tog masterexamen vid Harvard University år 1900 och erhöll doktorsgrad 1904. Därefter fortsatte han sina studier vid universitetet i Halle-Wittenberg i Tyskland under åren 1904–1907.
Blakeslee använde spikklubban som modellorganism för sin genetiska forskning. Han var en ledande person inom detta område under årtiondena före första världskriget. Det var efter försök med olika växt- och djurarter som han slutligen bestämde sig för att använda spikklubban, som för lantbrukarna var ett stinkande och skadligt ogräs.
Blakeslee fick sin första professur vid Connecticut Agricultural College, nu känt som University of Connecticut. Han kom sedan till Carnegie Institution 1915 och blev 1936 institutets chef. 1941 lämnade han Carnegie för att återvända till den akademiska världen och en professur vid Smith College, där han fortsatte sin forskning på spikklubban.

## Förtroendeuppdrag
Blakeslee hade plats i en rad vetenskapliga sällskap, bland andra:
- National Academy of Sciences
- American Philosophical Society
- American Association for the Advancement of Science
- American Society of Naturalists
- Botanical Society of America
- Botanical Society of India
- Genetics Society of Japan
- Institut de France
- Académie des Sciences
- Linnean Society, London
- Kungliga Vetenskapsakademien, Stockholm